# Plateros carinulatus
Plateros carinulatus är en skalbaggsart som beskrevs av Green 1953. Plateros carinulatus ingår i släktet Plateros och familjen rödvingebaggar. Inga underarter finns listade i Catalogue of Life.